# Jocelyne Lissouba
Jocelyne Lissouba (geb. Marie-Jocelyne Rosdam) ist die Ehefrau von Pascal Lissouba, des ehemaligen Präsidenten der Republik Kongo zwischen 1992 und 1997.

## Leben
Jocelyne Lissouba war Leiterin der Stiftung Marie Bouanga, welche im Namen ihrer Schwiegermutter entstanden war.
2010 nahm sie mit den Söhnen Nicolas Lissouba und Jérémie Lissouba an einem Versöhnungstreffen mit der Familie des Präsidenten Denis Sassou-Nguesso in Oyo teil, um ihren Beitrag zum Friedensprozess im Kongo zu leisten.
| Vorgänger                 | Amt                                     | Nachfolger                |
| ------------------------- | --------------------------------------- | ------------------------- |
| Antoinette Sassou Nguesso | First Lady der Republik Kongo 1992–1997 | Antoinette Sassou Nguesso |